# Emotional Traffic
| Críticas profissionais | Críticas profissionais |
| Avaliações da crítica  | Avaliações da crítica  |
| Fonte                  | Avaliação              |
| ---------------------- | ---------------------- |
| allmusic               | [ 1 ]                  |
| Slant Magazine         | [ 2 ]                  |

Emotional Traffic é o décimo primeiro álbum de estúdio do cantor country Tim McGraw, lançado em 2012. Originalmente completado em 2010, este é o último álbum de McGraw pela gravadora Curb Records, em que está desde seu álbum de estréia Tim McGraw (1993). Foi lançado em 24 de janeiro de 2012.

## Faixas
1. "Halo" (Jedd Hughes, Luke Laird) – 4:57
2. "Right Back Atcha Babe" (Dave Pahanish, Joe West) – 4:51
3. "One Part Two Part" (Dee Ervine) – 3:32
4. "I Will Not Fall Down" (Tim McGraw, Martina McBride, Brad Warren, Brett Warren) – 4:35
5. "The One" (Angie Aparo, Brad Warren, Brett Warren) – 3:52
6. "Better Than I Used to Be" (Ashley Gorley, Brian Simpson) – 3:22
7. "Touchdown Jesus" (Rhett Akins, Dallas Davidson, Ben Hayslip) – 4:04
8. "The One That Got Away" (Pahanish, West) – 4:44
9. "Felt Good on My Lips" (Brett Beavers, Jim Beavers, Brad Warren, Brett Warren) – 4:08
10. "Hey Now" (B. Beavers, J. Beavers, Brad Warren, Brett Warren) – 4:15
11. "Only Human" (com Ne-Yo) (Aparo, Ty Lacy, Shaffer Smith) – 3:52
12. "Die by My Own Hand" (David Tolliver, Chad Warrix, Rivers Rutherford) – 5:07

## Posições nas paradas

### Álbum
| Gráfico (2012)                  | Posições |
| ------------------------------- | -------- |
| Australian Albums Chart         | 14       |
| Australian Country Albums Chart | 1        |
| Canadian Albums Chart           | 7        |
| US Billboard 200                | 2        |
| US Billboard Top Country Albums | 1        |

### Singles
| Ano  | Single                      | Posições nas paradas | Posições nas paradas | Posições nas paradas |
| Ano  | Single                      | US Country           | US                   | CAN                  |
| ---- | --------------------------- | -------------------- | -------------------- | -------------------- |
| 2010 | "Felt Good on My Lips"      | 1                    | 26                   | 36                   |
| 2011 | "Better Than I Used to Be"A | 11                   | 63                   | 71                   |